# Unto Others
Unto Others est un groupe américain de heavy metal, originaire de Portland, en Oregon. Ils jouent jusqu'en 2017 sous le nom de Idle Hands.

## Histoire

### Idle Hands (2017–2020)
Après la séparation du groupe Spellcaster, son bassiste Gabriel Franco forme un nouveau groupe avec l'objectif de créer quelque chose d'unique. Il écrit alors la chanson Blade and the Will et forme le groupe Idle Hands avec l'ancien guitariste de Spellcaster, Sebastian Silva. Le nom du groupe vient de l'expression « Idle Hands are the devil's playthings », qui se traduit par « les mains inactives sont les jouets du diable ». Selon Gabriel Franco, cela signifie que les personnes qui n'ont rien à faire sont plus sujettes à des activités négatives comme la paresse ou la consommation excessive d'alcool. À l'origine, Gabriel Franco voulait appeler son nouveau groupe Savage Grace, mais un groupe portait déjà ce nom dans les années 1980.
Le 28 juin 2018, le groupe, renforcé par le batteur Colin Vranizan, sort en autoproduction l'EP Don't Waste Your Time, produit et mixé par Gabriel Franco. Franco joue également de la basse sur l'EP, avant que David Kimbro ne rejoigne Idle Hands en tant que bassiste permanent pour une courte période. Le groupe est signé par le label allemand Eisenwald Tonschmiede, et commence à enregistrer son premier album fin novembre 2018. Les enregistrements ont lieu dans les studios Sharkbite à Oakland, en Californie. Le groupe fait ensuite une tournée européenne avec Gaahls Wyrd et Tribulation . L'album Mana, produit par Gabriel Franco et Sebastian Silva, sort le 10 mai 2019. Un bassiste permanent, Brandon Hill, rejoint Idle Hands.

### Unto Others (depuis 2020)
En septembre 2020, le groupe change de nom pour devenir Unto Others pour des raisons de protection de la marque. Le nouveau nom est tiré de la règle dite d'or, qui dit en anglais « Do unto others as you would have them do unto you » (« Traite les autres comme tu voudrais qu'ils te traitent »). Dans le cas du groupe, le nom a toutefois une « petite tournure diabolique », selon Gabiel Franco. Il explique au magazine allemand Metal Hammer que dans notre société actuelle, le respect mutuel semble de moins en moins exister. Il interprète la règle d'or comme « traite les autres comme ils te traiteraient ». À cette époque, le groupe travaillait déjà avec le producteur Arthur Rizk sur son deuxième album studio Strength, dont la sortie a lieu le 24 septembre 2021 via le nouveau label Roadrunner Records. L'album contient une reprise de la chanson Hell Is for Children de Pat Benatar et se classe à la 77e place des charts allemands et à la 99e place des charts suisses des albums.
Le 21 octobre 2021, Unto Others ajoute le single I Believe in Halloween. Les lecteurs du magazine allemand Metal Hammer élisent Unto Others « Promotion de l'année ». Au printemps 2022, le groupe fait une tournée au Royaume-Uni et en Irlande avec le groupe Zetra en première partie. À l'automne 2022, Unto Others ouvre avec Carcass la tournée en co-chef de file des groupes Arch Enemy et Behemoth appelée The European Siege.

## Style musical
Wolfgang Liu Kuhn du magazine allemand Rock Hard décrit la musique d'Idle Hands comme « un mélange du son du meilleur groupe de heavy metal de tous les temps (c'est-à-dire Iron Maiden) avec les éléments les plus cool du goth rock (c'est-à-dire The Sisters of Mercy) ». Son collègue Boris Kaiser cite des groupes comme Grave Pleasures ou In Solitude comme groupes de référence, tandis que Moritz Grütz du magazine metal1.info décrit la musique d'Idle Hands comme du post-punk et fait des comparaisons avec Killing Joke. Frank Thiessies écrit à propos de l'album Strength que « le metal gothique n'avait pas sonné aussi britannique, inspiré des années '80 et héroïquement espagnol depuis longtemps », ce dernier point étant une allusion au groupe Héroes del Silencio. Selon Dominik Rothe du magazine allemand Visions, Unto Others sonne « comme si The Cure avait enregistré un disque de metal ».
Gabriel Franco décrit ses textes comme un mélange de faits et de fiction en même temps et se décrit lui-même comme un conteur d'histoires. Il est fasciné par les extrêmes comme la guerre, la toxicomanie, le suicide et le meurtre.

## Discographie

### Albums studio
- 2019 : Mana
- 2021 : Strength (Roadrunner Records)
- 2024 : Never, Neverland (Century Media Records)

### Autres
- 2018 : Don't Waste Your Time (EP, CD/12"-vinyle, Lone Fir Records ; cassette audio, Aderlass Kunstverlag ; LP, Fucking Kill Records) (sous Idle Hands)
- 2020 : Don’t Waste Your Time II (single) (sous Idle Hands)
- 2021 : I Believe in Halloween (single)
- 2024 : Butterfly (single, Century Media)